# Фанчиківська сільська рада
| Фанчиківська сільська рада — колишній орган місцевого самоврядування у Виноградівському районі Закарпатської області з адміністративним центром у с. Фанчиково. Сільській раді підпорядковані населені пункти: - с. Фанчиково - с. Притисянське - с. Тросник |

## Склад ради
Рада складається з 20 депутатів та голови.

## Керівний склад сільської ради
| ПІБ                   | Основні відомості                                                 | Дата обрання | Дата звільнення |
| --------------------- | ----------------------------------------------------------------- | ------------ | --------------- |
| Мар'ян Юрій Семенович | Сільський голова, 1969 року народження, освіта, безпартійний      | 26.03.2006   | 31.10.2010      |
| Мар'ян Юрій Семенович | Сільський голова, 1969 року народження, освіта вища, безпартійний | 31.10.2010   |                 |

Примітка: таблиця складена за даними джерела

## Населення
Згідно з переписом УРСР 1989 року чисельність наявного населення сільської ради становила 4230 осіб, з яких 2023 чоловіки та 2207 жінок.
За переписом населення України 2001 року в сільській раді мешкало 4365 осіб.

### Мова
Розподіл населення за рідною мовою за даними перепису 2001 року:
| Мова       | Відсоток |
| ---------- | -------- |
| українська | 80,98 %  |
| угорська   | 18,41 %  |
| російська  | 0,54 %   |
| молдовська | 0,02 %   |
| румунська  | 0,02 %   |